# Ptolemeu de Cirene
Ptolemeu de Cirene   (Cirene) (en llatí Ptolemaeus, en Grec antic Πτολεμαίος) fou un filòsof escèptic grec del segle i aC. Era deixeble d'Èubul d'Alexandria al seu torn deixeble d'Eufrànor de Selèucia, i aquest deixeble de Timó de Fliunt. Diògenes Laerci diu que Timó no va tenir successor a la seva escola fins que va ser reoberta per Ptolemeu.